# 林钰源
林钰源（1957年5月24日—），华南师范大学美术学院首任院长，教授，博士生导师。
1983年大学本科毕业于广州美术学院油画系油画专业。同年，考取该院中国美术史论专业硕士研究生，师从陈少丰先生，1986年毕业并获硕士学位。多次举办展览，作品参加过各种大型美展。担任过岭南美术出版社重大出版项目《高等院校美术专业系列教材》、《高等院校设计专业系列教材》的总主编。应《文艺争鸣》杂志之邀，为《文艺争鸣》2010年5月“视点”撰写《图像的方式》，并为《文艺争鸣》撰写“当代艺术名家与中国美术三十年”专栏。 

## 个人展览
- 1987年，《林钰源速写画展》，中山图书馆，广州 [4]
- 1990年，《林钰源画展》，广东画院，广州
- 2015年，《实录·林钰源写生展》，古元美术馆，珠海
- 2015年，《无名·永远：林钰源作品展（1986-2015）》，广东美术馆，广州

## 联展
- 1987年，《广东省美展》，广州
- 1989年，《广东省美术作品展览》，广州
- 1990年，《隔山美术大奖赛》，吉隆坡
- 1993年，《93博雅油画大赛》，广州
- 1995年，《广东省纪念抗日战争胜利五十周年美术作品展》，广州
- 2000年，《历史感怀——林钰源、陈志强作品联展》，顺德
- 2007年，《得失不问——广东省高校美术教师作品邀请展》，广州
- 2008年，《破门而出——广东人文艺术研究会成立首展》，广州
- 2009年，《第23届亚洲国际美术展》，广州
- 2009年，《广东当代潮人书画邀请展》，广州
- 2010年，《中国高等院校美术家作品展》，广州
- 2014年，《潮头浪尖——潮人油画名家作品邀请展》，汕头

## 出版
- 1991年，《青蛙儿子·连环图》，台湾护幼市文化事业有限公司，1991/07
- 1998年，《现代艺术家风范·林钰源民族风情速写》，辽宁美术出版社，1998/07
- 2001年，《高等院校美术专业系列教材》，岭南美术出版社，总主编，2001/11
- 2002年，《外出写生》，高等教育出版社，主编，2002/07
- 2002年，《艺术考察》，高等教育出版社，主编，2002/07
- 2004年，《速写》，岭南美术出版社，主编，2004/03
- 2006年，《素描》，岭南美术出版社，主编，2006/04
- 2006年，《构图学》，高等教育出版社，编著，2006/05
- 2006年，《中国高等艺术学院院长美术作品邮票精品》，国家邮政局，2006/11
- 2010年，《高等院校设计专业系列教材》，岭南美术出版社，总主编，2010/04
- 2011年，《走近“神秘”的微笑——领略外国美术之美》，广东教育出版社，林钰源、艾红华主编，2011/08
- 2011年，《翩翩“洛神”天上来——领略中国绘画之美》，广东教育出版社，林钰源、吴文星主编，2011/08
- 2015年，《俗世·造像：林钰源作品（1986-2015）》，岭南美术出版社，著，2015/11

## 主要论文
- 1994年，《潮州木雕研究》，《中国美术研究》，人民美术出版社，1994/12
- 1996年，《潮州木雕》，《雕塑》，1996/第5期
- 1998年，《呼吸的泥土——林扬和他的雕塑》，《雕塑》，1998/第4期
- 2002年，《对艺术考察课程的思考——从承担教育部师范司组织编写教材主编谈起》，《华南师范大学学报》，2002/04
- 2006年，《开放让我们走在时代的前列——华南师范大学美术学院与岭南地域传统历史文化》，《中国美术教育》，2006/04
- 2004年，《图像的方式》，第六届海峡两岸美术教育交流会论文集序言，2006/12
- 2007年，《绘画与影像的情结》，黄小坚个人画集序言，岭南美术出版社，2007/04
- 2008年，《扩招后艺术教育面临的问题与对策》，《艺术教育》，2008/03
- 2008年，《现代艺术与艺术的平民化》，《雕塑》，2008/第6期
- 2008年，《扭曲与矫正——“综合性大学美术与设计学科建设与评估体系研究”》第二次专家座谈 会（发言提纲），
- 2008年，《2008第四届全国艺术院校院（校）长高峰论坛论文集》
- 2009年，《视觉艺术的图像方式与图像语言》，《华南师范大学学报》，2009/第1期
- 2009年，《金融海啸下的实验艺术》，《雕塑》，2009/第2期
- 2009年，《俗化：现代艺术的美学走向》，《粤海风》，2009/第4期
- 2009年，《消费文化与艺术的俗化》，“艺术与消费文化”为主题的“第十五届中国雕塑论坛”发言，2009/12
- 2010年，《图像的方式》，《文艺争鸣》，2010/05
- 2010年，《廖冰兄与<自嘲>》，《文艺争鸣》“当代艺术名家与中国美术三十年”专栏，2010/07
- 2010年，《袁运生与<泼水节——生命的赞歌>》，《文艺争鸣》“当代艺术名家与中国美术 三十年”专栏，2010/08
- 2010年，《挑战写实主义——吴冠中与“形式美”》，《文艺争鸣》“当代艺术名家与中国美术三十年”专栏，2010/09
- 2010年，《1979：“星星”美展》，《文艺争鸣》“当代艺术名家与中国美术三十年”专栏，2010/10
- 2010年，《罗中立与<父亲>》，《文艺争鸣》“当代艺术名家与中国美术三十年”专栏，2010/11
- 2011年，《中国油画去“工具化”——陈丹青的<西藏组画>》，《文艺争鸣》“当代艺术名家与中国美术三十年”专栏，2011/01
- 2011年，《艺术商品化：陈逸飞<浔阳遗韵>》，《文艺争鸣》“当代艺术名家与中国美术三十年”专栏，2011/03
- 2011年，《美是生产力》，《羊城晚报》，2011/03
- 2011年，《设计的尺度和生产力》，《粤海风》，2011/第一期
- 2011年，《驳“广东美术今不如昔”论》，《羊城晚报》，2011/06
- 2011年，《二度转身：内心的呼唤——<陈长生美术作品>序》，2011/08
- 2011年，《搜妙创真：李启色笔下的山水图像与自然景色》（李起色教授个人画集序言），安徽美术出版社，2011/11
- 2011年，《设计色彩》，郑楚兴、曹新建主编教材序言，南京大学出版社，2011/12
- 2012年，《写实主义传统的守望者：谢铿画集序》，2012/04
- 2015年，《山野之风 天然淳朴》，凤凰艺术公社作品展序言，2015/05
- 2015年，《逃离都市·驴友黄贤辉和他的摄影作品序言》，2015/05
- 2015年，《这风景与浪漫无关——陈中科的风景油画展序言》，2015/06

## 主持项目
- 2009年，《图像方式与图像语言研究》，主持广东省哲学社会科学“十一五”课题，2009/03
- 2014年，《中国现实主义美术研究》，主持广东省哲学社会科学“十二五”课题，2014/04